# Hotel Corona
Hotel Corona is een hotel aan het Buitenhof 36 in het historische centrum van Den Haag. Het is het oudste viersterrenhotel in de stad. Het tegenover het Binnenhof gelegen hotel werd met name na de Tweede Wereldoorlog veel bezocht door een select gezelschap en met name politici uit de Tweede Kamer.

## Beschrijving
De gevel van het hotel is opgesplitst in drie delen. Het waren ooit drie vrij kleine huizen, vergeleken met het ernaast gelegen nummer 38, waar het Kadaster is gehuisvest, en het veel grotere pand op nummer 37. De ingang van het hotel is op nummer 39, daarnaast is een groot overdekt terras gemaakt. Onder de gebouwen zijn oude gewelfde kelders waar de wijnen worden bewaard.
De begane grond heeft een hoog plafond en grote kroonluchters. De kamers zijn in Engelse stijl ingericht. Het restaurant staat onder leiding van sterrenchef Marcel van der Kleijn, de eigenaar van Calla's.

## Geschiedenis

### 16e eeuw
Aan het einde van de 16de eeuw was het Buitenhof nog een ongeplaveid voorhof van het Binnenhof. Op de plaats waar de ingang van het huidige hotel is, stond een poort die toegang gaf tot de achtertuin van een huis aan de Plaats. Ernaast stond sinds 1594 een eenvoudig huisje van hoefsmid Bartholomeus Willems. Aan de andere kant van de poort werd in 1596 een huis gebouwd (nu nummers 40 en 41) voor notaris Jozef van Meerhout. Het was acht meter breed, maar heel ondiep en slechts 3,5 meter hoog. Toen er in 1606 een woning werd gebouwd boven de poort, was de gevel aaneengesloten.

### 17e eeuw
De eerste mensen die op het Buitenhof woonden, hadden te maken met de hofhouding in het Binnenhof. Er was een smederij, een wasserij, een valkenhuis en er waren stallen. In de 17de eeuw kwamen er ook andere mensen wonen. Huizen werden niet netjes op een rij gebouwd. Zo gebeurde het dat een buurhuis meer naar voren stond, en men dan de eigen gevel ook naar voren bracht. Zo kreeg het huisje van de hoefsmid in 1616 een nieuwe gevel. Nadat in 1642 nummer 37 was gebouwd (voorheen Noyelle huis, nu Vijverhof), werd het huisje van de notaris afgebroken en kreeg het nieuwe huis een gevel die op de rooilijn stond.

### 18e eeuw
Begin 18de eeuw was het middelste pand het Koffyhuys Van Dalen. Nette heren kwamen er koffie drinken of de krant lezen, alcoholische drank werd er niet geschonken. Er was ook een achterhuis. Vijftig jaar later, in 1783, werd het een hotel, De Beurs van Amsterdam. Eigenaar Hermanus Gertsen trok toen al het belendende pand erbij om het hotel uit te breiden.

### 19e eeuw
In de twee panden kwam in 1818 de Sociëteit De Eendracht. De leden waren middenstanders. Reeds in 1895 werd de sociëteit op de veiling gekocht door een koopman, die handelde in onder meer behangselpapier. Het werd een kantoorpand annex winkel. In de gevel werden twee grote winkelramen gemaakt. Ook Schröder, die een winkelpand aan de Groenmarkt bouwde, had hier in 1906 tijdelijk een winkel. Na Schröders vertrek werd het een bankgebouw en daarna weer winkel.

### 20e eeuw
Omdat het pand gunstig in het centrum van Den Haag lag, werd in 1921 het pand weer een hotel. Samen met de terrassen van etablissementen als Riche, The old Dutch en Regina maakte hotel Dijjers van het Buitenhof het belangrijkste horecaplein van Den Haag. Bert Dijjers was getrouwd met een Oostenrijkse en woonde een groot deel van het jaar in Wenen. Hij had bovendien nog een hotel in Zandvoort (het in de oorlog gesloopte Belvedere), dus liet hij veel over aan zijn directeuren. Dijjers' pleegdochter Nicolina was onder de naam Lien Deyers vanaf eind jaren twintig een grote filmster in Duitsland. Wanneer zij haar pleegvader weer eens bezocht, stonden er grote drommen handtekeningenjagers op het Buitenhof. In 1933 verbouwde Dijjers het hotel en ging een partnerschap aan met de Amsterdamse hotelfamilie Dorrius. Op 5 mei 1934 werd het pand feestelijk heropend als Hotel-Café-Restaurant Dorrius-Dijers. In de kranten werd desalniettemin vrijwel onafgebroken naar het hotel verwezen als Dijjers. Vlak voor de Tweede Wereldoorlog ging Bert Dijjers met pensioen en werd het hotel in 1939 eigendom van Bierbrouwerij Heineken.

#### Tweede Wereldoorlog
J.B. Meijer werd er in 1943 directeur. Het etablissement werd in 1944 door de bezetter in beslag genomen, waarop alleen Duitse officieren en hooggeplaatste N.S.B.-ers binnen konden.

#### Naoorlogse jaren

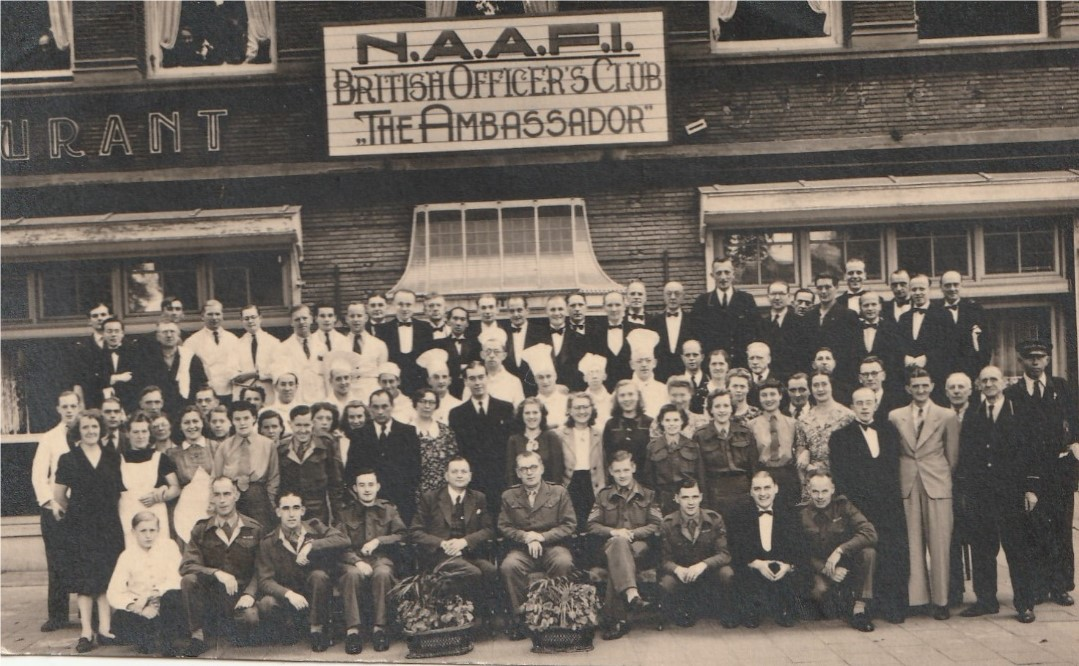
De British Officer's Club poseert voor het pand.

Na de oorlog huisde The Ambassador, in het pand, een besloten Britse officiersclub. Dit was van korte duur en in 1946 werd het pand voor het publiek toegankelijk. De naam Dijjers was te beladen, waarop de naam Corona werd ingevoerd.
In het begin van de jaren 1950 werden de kamers in het hotel als een van de eersten in Nederland met een radio-automaat voorzien.
In 1960 ging J.B. Meijer met pensioen en werd J. Oostergetel de nieuwe directeur. In 1968 werd het hotel gerenoveerd, de keuken verhuisde naar de eerste verdieping en in de vrijgekomen ruimte kwam een Petit Restaurant. In de periode dat A.Ph.S. Siliakus directeur was (hij kwam van het Amsterdamse Schiller), werd weer verbouwd. Om de gasten op te vangen werd er op het Buitenhof een Petit Corona geëxploiteerd. In 1983 werd de oud-hollandse boedel per veiling afgedaan en volgde er een grootscheepse verbouwing. De plechtigheden bij de heropening op 16 mei 1984 werden verricht door Piet van Zeil, toenmalig staatssecretaris van Economische Zaken.

### 21e eeuw
In 2014 kreeg het restaurant in het hotel een nieuwe naam: BIT Grill and Cafe, waarbij BIT staat voor Best in Town. In 2017 kwam Mariëlle van der Hilst-de Haas als directeur aan het roer. Onder haar leiding onderging het hotel rond 2020 weer een grote renovatie. In die periode verhuisde ook het met een Michelinster gedecoreerde restaurant Calla's naar hotel Corona.